# USCGC Mackinaw (WLBB-30)
Pour les autres navires du même nom, voir USCGC Mackinaw.
L'USCGC Mackinaw (WLBB-30) est un brise-glace lourd de l'United States Coast Guard pour les Grands Lacs d'Amérique du Nord.

## Construction et caractéristiques
Le Mackinaw a été livré à l'USCG le 18 novembre 2005 et a été mis en service le 10 juin 2006. En plus de ses fonctions de brise-glace, il sert également comme navire d'aide à la navigation, en mesure d'effectuer les mêmes fonctions que les USCG seagoing buoy tender (en) de la flotte de la Garde côtière. En outre, il peut procéder à l'application de la loi maritime, pour la  recherche et sauvetage et déployer un système d'écrémage du pétrole pour répondre aux situations de déversement d'hydrocarbures et d'intervention environnementale.
L'une des caractéristiques uniques du Mackinaw est l'utilisation de deux Azipods électriques de marque ABB pour sa propulsion principale. Ceux-ci sont couplés avec un propulseur d'étrave de 550 cv, rendant le navire exceptionnellement maniable. Les Azipods éliminent également la nécessité d'un gouvernail traditionnel, car les propulseurs peuvent tourner à 360 degrés autour de leur axe vertical pour diriger leur poussée dans toute direction.

Une grande partie de la technologie du navire, y compris les propulseurs Azipods, sont de l'entreprise Finnish maritime cluster (en). En outre, Mackinaw peut passer à travers la glace d'eau douce jusqu'à 32 pouces (81 cm) d'épaisseur à 3 nœuds ou 14 pouces (36 cm) à 10 nœuds. Il peut aussi casser en continu de la glace jusqu'à 42 pouces (107 cm) d'épaisseur par damage.

## Histoire
Le Mackinaw a connu un début difficile avant d'être mis en service. En route vers son nouveau port d'attache de Cheboygan dans le Michigan, le Mackinaw a heurté une digue à Grand Haven, le 12 décembre 2005. L'accident a causé une brèche de 3 m dans la proue sur tribord. Peu de temps après l'accident, le capitaine Donald Triner, le commandant du Mackinaw, a été temporairement relevé de ses fonctions en attendant une enquête sur l'accident.

L'accident n'a pas retardé l'arrivée dans son nouveau port d'attache ; il y est arrivé le 17 décembre 2005.
Le Mackinaw peut être vu et visité à Grand Haven lors du festival de la Garde côtière chaque été. Le navire a également été présenté dans la série télévisée américaine Modern Marvels (en).